# Arctosa gougu
Arctosa gougu este o specie de păianjeni din genul Arctosa, familia Lycosidae, descrisă de Chen și Song, 1999. Conform Catalogue of Life specia Arctosa gougu nu are subspecii cunoscute.